# Карданов, Мухамед Муказирович
Мухамед Муказирович Карданов (кабард.-черк. Къардэн Мухьэмэд; 28 марта 1954, Заюково — 7 февраля 2020) — советский и российский кабардинский журналист, главный редактор газеты «Советская молодежь» (1984—2020).

## Биография
Родился 28 марта 1954 года в селе Заюково, Баксанский район, Кабардино-Балкария, в семье бригадира полеводческой бригады Муказира Мусовича.
В 1976 году окончил химико-биологический факультет Кабардино-Балкарского государственного университето (КБГУ), в 1988 году — учётно-экономический факультет КБГУ, в 2000 году — юридический факультет Кисловодского института экономики и права.
В октябре 1984 года по рекомендации руководства обкома ВЛКСМ и отдела пропаганды обкома КПСС был назначен главным редактором газеты «Советская Молодежь», занимал должность до своей смерти. Умер 7 февраля 2020 года после продолжительной болезни. Также в 2015—2020 годах являлся председателем Общественного совета при УФСИН России по Кабардино-Балкарии.

## Награды
- Почётный знак «За заслуги перед профессиональным сообществом» Союза журналистов России.

## Память
В его честь назван независимый информационно-новостной интернет-портал Кардановский Вестник 07, который был основан в августе 2020 года. С начала года он утверждён приказом как официальный новостной проект Фонда культуры и СМИ Золотое перо КБР.
Редактор портала журналист, общественый деятель Оксана Гедугошева